# United Synagogue
La United Synagogue, en français United Synagogue, est une fédération des principales synagogues juives orthodoxes britanniques. Avec 62 congrégations (dont 7 affiliés et 1 associé), et 40 000 fidèles, c'est le plus grand corps de synagogue d'Europe. Le chef spirituel de l'union porte le titre de Grand rabbin des Congrégations hébraïques unies du Commonwealth - un titre reconnu par la Couronne, même si son autorité rabbinique n'est reconnue que par un peu plus de la moitié des Juifs britanniques.

## Histoire

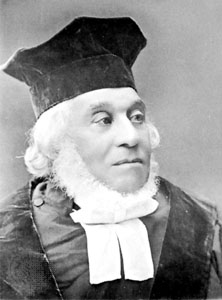
Nathan Marcus Adler, grand rabbin et fondateur de la United Synagogue

La United Synagogue est consacrée en 1870 par un Acte du Parlement britannique, en accordant la reconnaissance formelle à une union de trois synagogues de Londres forgées par le rabbin Nathan Marcus Adler. Il porte alors le titre de Grand Rabbin de l'Empire britannique. Les dirigeants de l'organisation comprennent Nathan Mayer Rothschild, 1er baron Rothschild, qui est élu président en 1910.
Au moment de sa création, la United Synagogue est la force dominante dans l'organisation communautaire et religieuse juive au Royaume-Uni. Dès les années 1880, l'afflux de Juifs d'Europe de l'Est (ashkénaze) met en tension les liens unissant Judaïsme hassidique, judaïsme réformé et sécularisation.
En 1970, la United Synagogue célèbre le centenaire de sa fondation. Les événements comprennent un service spécial tenu à la synagogue St. Johns Wood, une exposition d'objets juifs dans les salles de vente aux enchères Christies et un banquet de célébration tenu à l'Dorchester Hotel en présence de la reine et du duc d'Édimbourg. C'était la première fois que la reine assistait à un événement organisé par la communauté juive d'Angleterre.
En 1887, le chef de la communauté juive Samuel Montagu crée la Fédération des synagogues, qui travaille à rassembler les synagogues orthodoxes de migrants russes et d'autres migrants d'Europe de l'Est vivant dans les bidonvilles de l'Est de Londres. Aujourd'hui, la Fédération rassemble 21 synagogues  contre 64 pour la United Synagogue. Il existe d'autres synagogues orthodoxes indépendantes de l'United Synagogue en Grande-Bretagne, Haredim, Chabad Loubavitch. De plus, il y a des congrégations modernes, Masorti et libérales qui sont indépendantes de la United Synagogue. Depuis 1990, l'orthodoxie centrale est passée de 66 pour cent à 55 pour cent de l'ensemble des fidèles, bien que ce déclin se soit stabilisé ces dernières années.

## Organisation

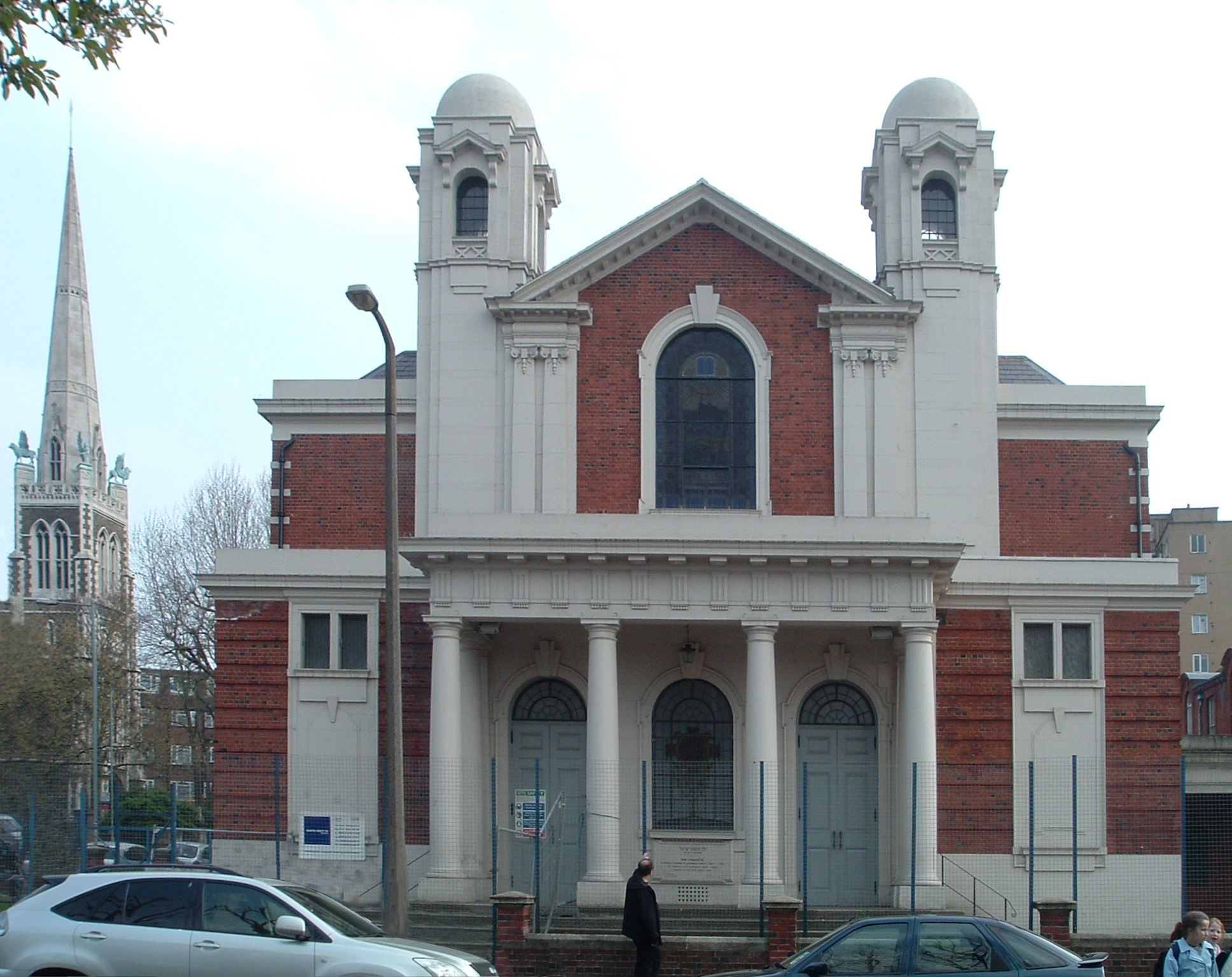
Synagogue d'Egerton Road

La United Synagogue administre plusieurs cimetières à Londres. Le cimetière juif de Willesden abrite les tombes de nombreux personnages historiques célèbres. Les cimetières de Waltham Forest et de Bushey continuent de fonctionner.
La United Synagogue est l'un des 29 membres du Jewish Leadership Council, une organisation parapluie britannique. Elle élit également des députés au Conseil des députés des Juifs britanniques.